# Acido 1-naftilacetico
L'acido 1-naftilacetico o acido alfa-naftalenacetico (NAA) è un acido carbossilico derivato dal naftalene.
A temperatura ambiente si presenta come un solido bianco dall'odore acido. È un composto nocivo.
È un fitoregolatore usato in agricoltura su diverse colture; si tratta di un auxinosimile sintetico utilizzato nelle colture cellulari di tessuti vegetali.
Sui fruttiferi impedisce la cascola pre-raccolta, ritardando la formazione dello strato di abscissione alla base del peduncolo del frutto. Esplica inoltre azione diradante, allegante, spollonante, radicante e nel controllo dell'accrescimento vegetativo.